# Seegefecht bei Lizard Point
Carpi – Chiari – Cremona – Kaiserswerth – Lüttich – Landau (I) – Luzzara   – Santa Marta – Cádiz – Venlo – Friedlingen – Vigo – Schmidmühlen – Bonn – Krottensee – Ekeren – Höchstädt – Landau (II) – Speyerbach – Schellenberg – Gibraltar – Höchstädt – Vélez-Málaga – Landau (III) – Marbella – Cassano – Barcelona – Sendlinger Mordweihnacht – Aidenbach – Calcinato – Ramillies – Turin – Castiglione – Santa Cruz de Tenerife – Almansa – Kap Béveziers – Toulon – Lizard Point – Lille – Oudenaarde – Gent – Malplaquet – Mons – Almenar – Saragossa – Syrakus – Villaviciosa – Rio de Janeiro – Denain – Landau (IV) – Barcelona – Freiburg
Das Seegefecht bei Lizard Point (französisch: Combat du Cap Lézard, englisch: Battle at The Lizard) fand am 10. Oktoberjul. / 21. Oktober 1707greg. während des Spanischen Erbfolgekrieges zwischen zwei französischen Geschwadern unter René Duguay-Trouin und Claude de Forbin und einem zur Konvoisicherung eingesetzten britischen Geschwader unter Sir Richard Edwards statt.

## Vorgeschichte
Am 9. Oktoberjul. / 20. Oktober 1707greg. verließ ein Konvoi bestehend aus etwa achtzig bis hunderddreißig Handelsschiffen beladen mit Versorgungsgütern Plymouth mit Ziel Lissabon. Gesichert wurde dieser durch ein, unter dem Kommando von Commodore Sir Richard Edwards, stehendes Geschwader von fünf britischen Linienschiffen.
Zu diesem Zeitpunkt war das aus sechs Schiffen bestehende französische Geschwader von Capitaine de vaisseau René Duguay-Trouin, das im Atlantik gegen die Portugiesen operiert hatte und bereits mehrere britische Schiffe erbeutet hatte, in den französischen Stützpunkt Brest zurückgekehrt. Dort vereinigte es sich mit dem aus acht Schiffen bestehenden Geschwader von Chef d’escadre Claude de Forbin, welches bereits Anfang Mai einen britischen Geleitzug angegriffen hatte (Seegefecht bei Kap Béveziers) und dabei zwei Linienschiffe und einundzwanzig Handelsschiffe erbeuten konnte. Die beiden Kommandeure erhielten den Befehl gemeinsam gegen den nach Lissabon bestimmten Konvoi vorzugehen.

## Das Gefecht
Am 10. Oktoberjul. / 21. Oktober 1707greg. trafen die französischen Schiffe vor Lizard Point auf den britischen Geleitzug. Die britischen Schiffe griffen, um ein entkommen der Handelsschiffe zu ermöglichen, die Franzosen entschlossen an. Daraufhin kam es zu Einzelkämpfen zwischen der Cumberland (80 Kanonen) mit der Lys (72 Kanonen), der Chester (54 Kanonen) mit der Jason (58 Kanonen) und der Ruby (50 Kanonen) mit der Amzone (42 Kanonen), wobei alle drei britischen Schiffe gekapert wurden. Die Devonshire (80 Kanonen) lieferte sich derweil bis zum Abend ein Gefecht mit fünf französischen Schiffen, bevor sie explodierte. Als einziges britisches Schiff konnte die Royal Oak (70 Kanonen), nachdem sie bei einem Zusammenstoß mit der Achille ihren Bugspriet verloren und einen französischen Enterversuch abgewehrt hatte, entkommen. Sie sammelte später ein paar Handelsschiffe und erreichte mit diesen sicher Kinsale in Südirland.

### Frankreich
| Schiff                                               | Kanonen                                              | Kommandant                                           | Verluste                                             | Verluste                                             | Verluste                                             | Anmerkungen                                          |
| Schiff                                               | Kanonen                                              | Kommandant                                           | getötet                                              | verwundet                                            | Insgesamt                                            | Anmerkungen                                          |
| Capitaine de vaisseau René Duguay-Trouins Geschwader | Capitaine de vaisseau René Duguay-Trouins Geschwader | Capitaine de vaisseau René Duguay-Trouins Geschwader | Capitaine de vaisseau René Duguay-Trouins Geschwader | Capitaine de vaisseau René Duguay-Trouins Geschwader | Capitaine de vaisseau René Duguay-Trouins Geschwader | Capitaine de vaisseau René Duguay-Trouins Geschwader |
| ---------------------------------------------------- | ---------------------------------------------------- | ---------------------------------------------------- | ---------------------------------------------------- | ---------------------------------------------------- | ---------------------------------------------------- | ---------------------------------------------------- |
| Lys                                                  | 72                                                   | René Duguay-Trouin                                   |                                                      |                                                      |                                                      | Geschwaderflaggschiff                                |
| Achille                                              | 54                                                   | Charles de la Boische                                |                                                      |                                                      |                                                      |                                                      |
| Jason                                                | 58                                                   | de Coursérac                                         |                                                      |                                                      |                                                      |                                                      |
| Maure                                                | 50                                                   | Thomas Auguste Miniac                                |                                                      |                                                      |                                                      |                                                      |
| Amazone                                              | 42                                                   | Joseph de Nesmond de Brie                            |                                                      |                                                      |                                                      | Fregatte                                             |
| Gloire                                               | 38                                                   | de la Jaille                                         |                                                      |                                                      |                                                      | Fregatte                                             |
| Chef d’escadre Claude de Forbins Geschwader          |                                                      |                                                      |                                                      |                                                      |                                                      |                                                      |
| Mars                                                 | 54                                                   | Claude de Forbin                                     |                                                      |                                                      |                                                      | Geschwaderflaggschiff                                |
| Blekoualle                                           | 54                                                   | Jean Alexandre de Tourouvre                          |                                                      |                                                      |                                                      |                                                      |
| Salisbury                                            | 52                                                   | Kerlo de l' Isle, Louis-Isidore Andigné              |                                                      |                                                      |                                                      |                                                      |
| Protée                                               | 48                                                   | Henri Illiers                                        |                                                      |                                                      |                                                      | Fregatte                                             |
| Gerze                                                | 42                                                   | François-Cornil Bart                                 |                                                      |                                                      |                                                      |                                                      |
| Griffon                                              | 48                                                   | Pierre-Cesar de Brichanteau                          |                                                      |                                                      |                                                      |                                                      |
| Dauphine                                             | 60                                                   | Jacques Aymar de Roquefeuil et du Bousquet           |                                                      |                                                      |                                                      |                                                      |
| Fidèle                                               | 58                                                   | Hennequin                                            |                                                      |                                                      |                                                      |                                                      |

### Großbritannien
| Commodore Sir Richard Edwards Geschwader | Commodore Sir Richard Edwards Geschwader | Commodore Sir Richard Edwards Geschwader | Commodore Sir Richard Edwards Geschwader | Commodore Sir Richard Edwards Geschwader | Commodore Sir Richard Edwards Geschwader | Commodore Sir Richard Edwards Geschwader |
| Schiff                                   | Kanonen                                  | Kommandant                               | Verluste                                 | Verluste                                 | Verluste                                 | Anmerkungen                              |
| Schiff                                   | Kanonen                                  | Kommandant                               | getötet                                  | verwundet                                | Insgesamt                                | Anmerkungen                              |
| ---------------------------------------- | ---------------------------------------- | ---------------------------------------- | ---------------------------------------- | ---------------------------------------- | ---------------------------------------- | ---------------------------------------- |
| Cumberland                               | 80                                       | Sir Richard Edwards                      |                                          |                                          |                                          | Geschwaderflaggschiff, gekapert          |
| Devonshire                               | 80                                       | John Watkins                             | 497                                      | 3                                        | 500                                      | explodiert                               |
| Royal Oak                                | 70                                       | Baron Wylde                              | 12                                       | 27                                       | 39                                       |                                          |
| Ruby                                     | 50                                       | Peregrine Bertie                         |                                          |                                          |                                          | gekapert                                 |
| Chester                                  | 54                                       | John Balchen                             |                                          |                                          |                                          | gekapert                                 |

## Nachwirkungen
Nach ihrer Entlassung aus französischer Kriegsgefangenschaft wurden die britischen Kommandanten wegen des Verlustes ihres jeweiligen Schiffes vor ein Kriegsgericht gestellt. Dabei wurde Commodore Edwards und Captain Balchen von jeder Schuld freigesprochen. Captain Wylde wegen Fehlverhalten zur Entlassung aus dem Dienst verurteilt, aber später wieder aufgenommen. Captain Watkins und Bertie wurden nicht belangt, da der eine mit seinem Schiff untergegangen war und der andere als Gefangener in Frankreich verstorben.
Die beiden französischen Geschwaderchefs wurden, trotz ihres Sieges, dafür kritisiert nicht ausreichend zusammengearbeitet zu haben, da ansonsten kein einziges Schiff, weder der Eskorte noch des Konvois, ihnen entkommen wäre.